# Trà Giang, Bắc Trà My
Trà Giang là một xã thuộc huyện Bắc Trà My, tỉnh Quảng Nam, Việt Nam.
Xã Trà Giang có diện tích 34,06 km², dân số năm 2019 là 2.860 người, mật độ dân số đạt 84 người/km².